# Weiß wie Schnee (Lied)
Weiß wie Schnee ist ein Lied der deutschen Pop-Rock-Sängerin Sotiria aus dem Jahr 2025, in Zusammenarbeit mit dem deutschen Synthiepop-Musiker Peter Heppner. Das Stück ist die dritte Singleauskopplung aus ihrem dritten Studioalbum Meine Liebe ist Gift.

## Entstehung und Artwork
Geschrieben wurde das Lied von der Interpretin selbst, zusammen mit den Koautoren Justin Balk und Rupert Keplinger. Keplinger war zudem für die Instrumentierung zuständig und spielte dabei Bass und Gitarre ein. Während Keplinger bereits beim Lied Heute Nacht, für Sotirias vorangegangenes Album Mein Herz (September 2021), mitgeschrieben hat, arbeitete sie bei der Produktion des Albums Meine Liebe ist Gift erstmals mit Balk zusammen. Über die Zusammenarbeit mit den beiden sagte sie: „Wir harmonierten ganz hervorragend zusammen und die Songs haben wir in erstaunlich kurzer Zeit gemeinsam ausgearbeitet“. Die Abmischung und Produktion tätigte der aus dem Münsterland stammende Henning Verlage, mit dem Sotiria seit ihrem Debütalbum Hallo Leben (2018) regelmäßig zusammenarbeitet. Bei der Produktion erhielt er Unterstützung durch Jochen Seibert (Noel Pix), mit dem Sotiria erstmals zusammenarbeitete, der aber bereits für Heppner einen Remix zu Just One Word (TanzZwang) im Jahr 2018 tätigte. Das Mastering erfolgte durch 24-96 Mastering in Karlsruhe, unter der Leitung des Studioinhabers Robin Schmidt.
Auf dem Frontcover der Single sind – neben Interpretenangabe und Liedtitel – Peter Heppner und Sotiria zu sehen. Es zeigt die beiden sich gegenüberstehend, während sie durch eine Wand aus Eisblöcken voneinander getrennt sind. Die Fotografie stammt von Koautor Keplinger und entstand bei den Dreharbeiten zum dazugehörigen Musikvideo.

## Veröffentlichung und Promotion
Die Erstveröffentlichung von Weiß wie Schnee erfolgte als Single am 17. Januar 2025. Diese erschien als digitaler Einzeltrack zum Download und Streaming bei Ariola (Katalognummer: 19687269392). Während Sony Music Entertainment für den Vertrieb verantwortlich war, wurde das Lied durch Angry Dog Publishing, den Balk und Söhne Musikverlag sowie den Lucile-Meisel Musikverlag verlegt. Am 14. Februar 2025 erschien das Lied als Teil von Sotirias dritten Studioalbum Meine Liebe ist Gift (Katalognummer: 19802870862), dessen dritte Singleauskopplung es ist.
Erstmals bekannt wurde die Zusammenarbeit zwischen Sotiria und Peter Heppner im Dezember 2024, nach einem Bericht im Sonic Seducer. Am 5. Januar 2025 präsentierte die Sängerin erstmals einen 30-sekündigen Teaser auf ihrem YouTube-Profil. Ab dem 12. Januar stand das Lied zum Pre-Save zur Verfügung. Nachdem das Album Meine Liebe ist Gift erschien, untermalte das Lied einen Werbetrailer hierzu in der Veröffentlichungswoche, der unter anderem von ProSiebenSat.1 Media ausgestrahlt wurde.

## Hintergrund
Sotirias Bandprojekt Eisblume (2008–2013) sowie ihre erste beiden Soloalben Hallo Leben (Oktober 2018) und Mein Herz (September 2021) entstanden laut eigener Aussage unter äußeren Einflüssen der Plattenfirmen und Produzenten. Mit der Albumproduktion zu Meine Liebe ist Gift sei sie erstmals ihren eigenen Weg gegangen: „Das gesamte Album fühlt sich für mich wie ein Befreiungsschlag an, endlich kann ich voll und ganz meinen Gefühlen für die Songs folgen und niemand redet mir rein, dass irgendein Song oder Text zu düster ausgefallen ist.“
Seine Livepremiere feierte das Stück bereits am 30. September 2023 bei einem Liveauftritt in Fulda, als Sotiria zu Gast bei Nino de Angelos Von Ewigkeit zu Ewigkeit Tour war. Dabei präsentierte sie, wie während der gesamten Tour (11 Konzerte) bis zum 15. Oktober 2023, neben dem gemeinsamen Duett Memento mori ihre beiden neuen Lieder Schwarzer Diamant und Weiß wie Schnee.
Während eines Interviews gab Sotiria an, dass das Stück von Anfang an als Duett ausgelegt worden sei, Sie habe Heppners Stimme schon immer toll gefunden und finde, dass sie perfekt passe. Seine Zusage habe sie „extrem“ gefreut. Dieser sang in seiner über 35-jährigen Karriere bis dato nur wenige Titel ein, an denen er nicht selbst mitgeschrieben hat. Darüber hinaus sei er dafür bekannt, dass er dazu neige, an einem einzigen Liedtext monatelang zu feilen. Laut Aussagen Sotirias, habe er hierbei kein einziges Wort ändern wollen, obwohl sie ihm alle Freiheiten gegeben habe. Sie gab zudem an, dass sie stolz auf ihre Texte sei, aber insbesondere darauf, dass Heppner nichts abändern wollte und mit seiner „unvergleichlichen Ausnahmestimme“ den Titel veredelt habe.

## Inhalt
| „Weiß wie Schnee. Rot wie Blut. Wir sind Verschworene für alle Zeiten. Durch den Regen. Durch die Flut. Wirst du mich für immer begleiten.“ – Refrain, Originalauszug | Der Liedtext zu Weiß wie Schnee ist in deutscher Sprache verfasst. Die Musik und der Text wurden gemeinsam von Justin Balk, Rupert Keplinger und Sotiria Schenk komponiert beziehungsweise getextet. Musikalisch bewegt sich das Lied in den Bereichen der elektronischen Musik, des Metal und der Popmusik, stilistisch in den Bereichen des Dark Pops und Symphonic Metal, mit Einflüssen aus dem New Metal. Komponiert wurde das Stück in fis-Moll mit 186 Schlägen pro Minute. Inhaltlich geht es im Lied um Zusammenhalt („Keiner wird uns je trennen was auch immer passiert“) und Verschworenheit („Siebenmal unsre Treue geschworen“). Das Lied beschreibt eine unzerbrechliche Verbindung zweier Menschen, die füreinander bestimmt sind, sei es in der Liebe oder einer tiefen Freundschaft. Es erzählt von Versprechen, die über alle Widrigkeiten hinweg Bestand haben werden. Aufgebaut ist das Lied auf zwei Strophen und einem Refrain. Es beginnt mit der ersten Strophe, die als Vierzeiler geschrieben wurde und sich aus zwei Kreuzreimen zusammensetzt. An diese schließt sich zunächst der sogenannte Prechorus an, der aus zwei Zeilen besteht, ehe der eigentliche Refrain mit seinen sieben Zeilen einsetzt. Bis zu diesem Zeitpunkt ist lediglich Sotiria zu hören. Der gleiche Aufbau wiederholt sich mit der zweiten Strophe, allerdings wird diese von Heppner interpretiert. Ab dem zweiten Refrain sind Heppner und Sotiria im Duett zu hören, mit diesem endet das Lied auch zugleich, allerdings wird der Hauptteil dessen in einer erweiterten Fassung dargeboten beziehungsweise wiederholt dieser sich zweimal, dabei hat die erste Wiederholung einen Bridge-Charakter. |

## Musikvideo
Das Musikvideo zu Weiß wie Schnee wurde im Dezember 2024 in den Hamburger Cinegate Studios gedreht und feierte seine Premiere am 17. Januar 2025 auf der Videoplattform YouTube. Es zeigt die beiden Protagonisten – in finsterer Nacht, vom Mondschein erleuchtet – durch eine riesige Eiswand im Schneegestöber getrennt, die sich dabei anschmachten und ihren Gefühlen freien Lauf lassen. Ab etwa der Hälfte des Videos sind die beiden Protagonisten auch vermehrt in gemeinsamen Szenen zu sehen. Das Video endet mit den beiden nebeneinanderstehden, vor einem rot erleuchteten Himmel, während sich die Kamera langsam von ihnen entfernt. Die Gesamtlänge des Videos beträgt 3:19 Minuten. Regie führte der Berliner Filmemacher Marcel Brell.

## Mitwirkende
| Liedproduktion - Justin Balk: Komposition, Liedtext - Peter Heppner: Gesang - Rupert Keplinger: Bass, Gitarre, Komposition, Liedtext - Sotiria Schenk: Gesang, Komposition, Liedtext - Robin Schmidt: Mastering - Jochen Seibert (Noel Pix): Musikproduktion - Henning Verlage: Abmischung, Musikproduktion Musikvideo - Bojana Bogdanov: Produktionsassistenz - Marcel Brell: Regie - Christina Bruns: Haare, Schminke - Luka Over: Lichtassistenz | Covergestaltung - Rupert Keplinger: Fotografie Unternehmen - 24-96 Mastering: Tonstudio - Angry Dog Publishing: Musikverlag - Ariola: Musiklabel - Balk und Söhne Musikverlag: Musikverlag - Lucile-Meisel Musikverlag: Musikverlag - Sony Music Entertainment: Vertrieb |

## Rezensionen
Der Rezensent von Monkeypress beschrieb Weiß wie Schnee als emotionales Duett und „Highlight“ aus Sotirias Meine Liebe ist Gift. Es herrsche magische Harmonie zwischen Sotiria und Peter Heppner, in der die Sängerin ihre Vielseitigkeit zeige. Das Lied lebe von seiner mystischen Tiefe und Heppners markanter Stimme, die perfekt mit Sotirias gefühlvollem Gesang harmoniere. Als besonders beeindruckend empfand der Rezensent, dass Heppner vom Liedtext so angetan gewesen sei, dass er keine Änderungen vorgeschlagen habe – ein seltenes Lob, das seine Wertschätzung unterstreiche. Beim dazugehörigens sei eine atemberaubende Kulisse mit einer gigantischen Eiswand, Mondlicht und Schneegestöber entstanden. Die Szenen, in denen Heppner und Sotiria durch die Eiswand hindurch agieren, seien ein eindrucksvoller visueller Höhepunkt.
Kevin Drewes von Schlagerpuls bezeichnete Weiß wie Schnee als „dunkel-elektronischen New-Metal-Headbanger“. Ein Rezensent vom Sonic Seducer nannte es eine interessante Legierung zwischen dunkler Elektronik und Symphonic Metal.
Das Musikmagazin Medienkonverter beschrieb die Zusammenarbeit zwischen Heppner und Sotiria als „Schneeglöckchen in der Musiklandschaft“. Der Rezensent ist hierbei der Meinung, das diese Zusammenarbeit schon auf dem Papier wie der perfekte musikalische Schneesturm wirke. Sotiria, mit ihrer glasklaren, fast märchenhaften Stimme, triffe auf Heppner, dessen dunkles Timbre seit Jahrzehnten „Gänsehaut-Garantie“ biete. Die Mischung aus Sotirias sanftem, fast ätherischem Gesang und Heppners unverwechselbarer, tiefgehender Stimme habe das Potenzial, einen emotionalen Schneesturm in einem auszulösen, der einen mitten ins Herz triffe; und das selbst dann, wenn draußen klirrende Kälte herrsche.